# Red Faction: Guerrilla
Red Faction: Guerrilla ist ein Third-Person-Shooter, das von Volition entwickelt und von THQ veröffentlicht wurde. Es erschien im Juni 2009 für PlayStation 3 und Xbox 360. Im September 2009 erschien eine Fassung für Microsoft Windows. Eine überarbeitete Fassung erschien als Red Faction: Guerrilla Re-Mars-tered im Juli 2018 für PlayStation 4, Windows und Xbox One, im Juli 2019 erschien es für Nintendo Switch. Es ist der dritte Hauptteil der Red-Faction-Spieleserie und der direkte Nachfolger zu Red Faction II.

## Veröffentlichung
Schon vor der Veröffentlichung wurden Anpassungen für den deutschsprachigen Markt angekündigt. Das Spiel kam in Deutschland zensiert auf den Markt. Ragdoll-Effekte von Leichnamen wurden entfernt und der Beschuss von Zivilisten härter bestraft. Todesschreie und Geräusche bei Gewalteinwirkungen wurden entfernt. Teils wurden auch spielerische Details entfernt wie das Befestigen von Handgranaten an Gegnern. Auch die Einwirkung von Vorschlaghammer und Bogenwaffe wurde reduziert. 2017 erfolgte die vorzeitige Listenstreichung der ungekürzten europäischen Fassung.

## Handlung
Das Spiel ist zeitlich im Jahr 2125 angesiedelt. Die ehemalige verbündete Earth Defense Force (EDF) aus dem ersten Serienteil Red Faction ist nun der Hauptwidersacher. Da auf der Erde Ressourcenknappheit herrscht, ist die Weltwirtschaft eingebrochen und die Ausbeutung des Mars oberste Priorität. Deren Bewohner leiden indessen unter der Zwangsarbeit und erheben sich als Red Faction, um gegen die EDF zu rebellieren. Der Spieler übernimmt die Rolle von Alec Mason, der als Bergbauingenieur auf den Mars zieht, um zusammen mit seinem Bruder ein neues Leben zu beginnen. Er erfährt von den Grausamkeiten der EDF und schließt sich der Guerilla an.

## Spielprinzip
Es handelt sich um ein Open-World-Spiel, das in Third-Person-Perspektive gesteuert wird. Teile der Marsoberfläche sind durch Terraforming begehbar. Es gilt 6 Sektoren von der EDF zu befreien oder in Nebenmissionen Geiseln retten, feindliche Einrichtungen zerstören, Standorte vor Angriffen verteidigen und Fahrzeuge ausliefern. Ein Moralsystem bestimmt dabei, wie viel Unterstützung der Spieler von der Red Faction erhält. Getötete Zivilisten senken unter anderem die Moral.
Im Gegensatz zum Vorgänger ist keine Zerstörung von Terrain mehr möglich. Dafür werden die Zerstörungen von Bauwerken physikalisch berechnet, die taktisch eingesetzt werden können. Zudem belohnt das Spiel dies mit Bergungsgut, dass in den Trümmern aufgelesen werden kann und als Währung im Spiel fungiert. Neben einer Nahkampfwaffe und drei Plätzen für andere Waffen und Sprengstoffe können auch bewaffnete Fahrzeuge gesteuert werden.

## Technik
Es kam erstmals die Spiel-Engine Geo-Mod (Geometry Modification Technology) 2.0 zur Anwendung.

## Rezeption
Die Zerstörung sei das Kernelement des Spiels und gut inszeniert. Die Missionen seien hingegen wenig originell. Mit wichtigen Personen werden nur Funksprüche ausgetauscht. Es entstehe keinerlei Bindung zu den Charakteren. Die Handlung spiele eine untergeordnete Rolle. Die Oberfläche des Mars sei trostlos, die Missionen eintönig. Die Haupthandlung sei recht schnell beendet, wobei einige Nebentätigkeiten möglich seien. Die ursprüngliche Umsetzung für PC sei gelungen und böte zusätzliche Inhalte.
Die Remasterfassung böte lediglich minimal höher aufgelöste Grafiken, die in der Spielwelt völlig untergehen. Die Vollpreisveröffentlichung habe die Qualität eines kostenlosen Patches für moderne Konsolengenerationen. Die Fernsicht sei auf allen Systemen schlecht. Die Fassung für Nintendo Switch sei durch Anpassung der Spielbalance zu leicht und habe Probleme mit der Performance.